# Песоцкое
Песоцкое (укр. Пісоцьке) — село в Козелецком районе Черниговской области Украины. Население 98 человек. Занимает площадь 0,624 км².
Код КОАТУУ: 7422085004. Почтовый индекс: 17050. Телефонный код: +380 4646.

## Власть
Орган местного самоуправления — Лемешовский сельский совет. Почтовый адрес: 17052, Черниговская обл., Козелецкий р-н, с. Лемеши, ул. Разумовских, 2а.